# Première circonscription de l'Aisne (1958-1986)
La première circonscription de l'Aisne est une ancienne circonscription législative de l'Aisne sous la Cinquième République de 1958 à 1986.

## Description géographique, historique et démographique
Par ordonnance du 13 octobre 1958 relative à l'élection des députés à l'Assemblée nationale, la première circonscription est créée. La circonscription regroupe la partie est de l'arrondissement de Laon avec deux cantons de l'arrondissement de Soissons.
La première circonscription de l'Aisne était composée de :
- canton de Braine
- canton de Craonne
- canton de Laon
- canton de Marle
- canton de Neufchâtel-sur-Aisne
- canton de Rozoy-sur-Serre
- canton de Sissonne
- canton de Vailly-sur-Aisne

Le décret du 23 juillet 1973 scinde le canton de Laon en deux parties, le canton de Laon-Nord et le canton de Laon-Sud, mais elle ne redéfinit pas les limites de la circonscription.
La loi organique du 10 juillet 1985 entraîne la suppression de la circonscription lors des élections législatives de 1986 qui se sont déroulées selon un mode de scrutin proportionnel à un seul tour par listes départementales.
Les lois organiques du 11 juillet 1986 et du 24 novembre 1986 recréent la première circonscription de l'Aisne selon un nouveau découpage,,.

## Description politique
| Législature | Début de mandat | Fin de mandat  | Député         | Parti politique | Observations |
| ----------- | --------------- | -------------- | -------------- | --------------- | --- |
| Ire         | 9 décembre 1958 | 9 octobre 1962 | Gilbert Devèze | CNI             | Maire de Bièvres Mandat écourté à la suite d'une dissolution parlementaire décidée par Charles de Gaulle.                                            |
| IIe         | 6 décembre 1962 | 2 avril 1967   | Guy Sabatier   | UNR-UDT         | |
| IIIe        | 3 avril 1967    | 30 mai 1968    | Guy Sabatier   | UD-Ve           | Maire de Laon Mandat écourté à la suite d'une dissolution parlementaire décidée par Charles de Gaulle.                                               |
| IVe         | 11 juillet 1968 | 1er avril 1973 | Guy Sabatier   | UDR             | Maire de Laon |
| Ve          | 2 avril 1973    | 2 avril 1978   | Robert Aumont  | PS              | Conseiller général du canton de Laon-Sud |
| VIe         | 3 avril 1978    | 22 mai 1981    | Robert Aumont  | PS              | Maire de Laon et conseiller général du canton de Laon-Sud Mandat écourté à la suite d'une dissolution parlementaire décidée par François Mitterrand. |
| VIIe        | 2 juillet 1981  | 1er avril 1986 | Robert Aumont  | PS              | Maire de Laon et conseiller général du canton de Laon-Sud                                                                                            |

## Historique des résultats

### Élections législatives de 1958
| Candidat         | Candidat           | Parti          | Premier tour | Premier tour | Second tour | Second tour |  |
| Candidat         | Candidat           | Parti          | Voix         | %            | Voix        | %           |  |
| ---------------- | ------------------ | -------------- | ------------ | ------------ | ----------- | ----------- |  |
|                  | Gilbert Devèze élu | CNIP           | 13 210       | 31,43        | 24 659      | 62,00       |  |
|                  | Georges Durand     | UNR            | 9 993        | 23,78        | Retrait     | Retrait     |  |
|                  | Marcel Levindrey   | SFIO           | 8 957        | 21,31        | 15 111      | 38,00       |  |
|                  | André Pallut       | PCF            | 7 924        | 18,86        | Retrait     | Retrait     |  |
|                  | François Nataf     | UGS            | 1 951        | 4,62         |             |             |  |
|                  |                    |                |              |              |             |             |  |
| Inscrits         | Inscrits           | Inscrits       | 52 760       | 100,00       | 52 743      | 100,00      |  |
| Abstentions      | Abstentions        | Abstentions    | 9 694        | 18,37        | 10 802      | 20,48       |  |
| Votants          | Votants            | Votants        | 43 066       | 81,63        | 41 941      | 79,52       |  |
| Blancs et nuls   | Blancs et nuls     | Blancs et nuls | 1 041        | 2,42         | 2 171       | 5,18        |  |
| Exprimés         | Exprimés           | Exprimés       | 42 025       | 97,58        | 39 770      | 94,82       |  |
| Source : Gallica |                    |                |              |              |             |             |  |

Pierre Gourmain, garagiste, conseiller municipal de Vailly-sur-Aisne était le suppléant de Gilbert Devèze.

### Élections législatives de 1962
| Candidat         | Candidat               | Parti          | Premier tour | Premier tour | Second tour | Second tour |  |
| Candidat         | Candidat               | Parti          | Voix         | %            | Voix        | %           |  |
| ---------------- | ---------------------- | -------------- | ------------ | ------------ | ----------- | ----------- |  |
|                  | Guy Sabatier élu       | UNR-UDT        | 13 390       | 35,30        | 20 081      | 52,01       |  |
|                  | Marcel Levindrey       | SFIO           | 9 273        | 24,45        | 18 529      | 47,99       |  |
|                  | Gilbert Devèze sortant | CNIP           | 7 861        | 20,73        | Retrait     | Retrait     |  |
|                  | André Pallut           | PCF            | 7 405        | 19,52        | Retrait     | Retrait     |  |
|                  |                        |                |              |              |             |             |  |
| Inscrits         | Inscrits               | Inscrits       | 52 481       | 100,00       | 52 464      | 100,00      |  |
| Abstentions      | Abstentions            | Abstentions    | 13 329       | 25,4         | 12 072      | 23,01       |  |
| Votants          | Votants                | Votants        | 39 152       | 74,6         | 40 392      | 76,99       |  |
| Blancs et nuls   | Blancs et nuls         | Blancs et nuls | 1 223        | 3,12         | 1 782       | 4,41        |  |
| Exprimés         | Exprimés               | Exprimés       | 37 929       | 96,88        | 38 610      | 95,59       |  |
| Source : Gallica |                        |                |              |              |             |             |  |

Jacques Listre, industriel, conseiller général du canton de Rozoy-sur-Serre, était le suppléant de Guy Sabatier.

### Élections législatives de 1967
Les élections législatives françaises de 1967 ont eu lieu les dimanches 5 et 12 mars 1967.
| Candidat           | Candidat                    | Parti          | Premier tour | Premier tour | Second tour | Second tour |  |
| Candidat           | Candidat                    | Parti          | Voix         | %            | Voix        | %           |  |
| ------------------ | --------------------------- | -------------- | ------------ | ------------ | ----------- | ----------- |  |
|                    | Guy Sabatier sortant réélu  | UD-Ve          | 17 429       | 39,36        | 18 367      | 41,37       |  |
|                    | Jacques Pelletier           | CD (PDM)       | 11 276       | 25,46        | 13 790      | 31,06       |  |
|                    | William Philippot           | PCF            | 8 772        | 19,81        | 12 236      | 27,56       |  |
|                    | Pierre Uri                  | FGDS (CIR)     | 6 240        | 14,09        | Retrait     | Retrait     |  |
|                    | Guy de la Barre de Nanteuil | Modérés        | 566          | 1,28         |             |             |  |
|                    |                             |                |              |              |             |             |  |
| Inscrits           | Inscrits                    | Inscrits       | 52 692       | 100,00       | 52 689      | 100,00      |  |
| Abstentions        | Abstentions                 | Abstentions    | 7 641        | 14,5         | 7 684       | 14,58       |  |
| Votants            | Votants                     | Votants        | 45 051       | 85,5         | 45 005      | 85,42       |  |
| Blancs et nuls     | Blancs et nuls              | Blancs et nuls | 768          | 1,7          | 612         | 1,36        |  |
| Exprimés           | Exprimés                    | Exprimés       | 44 283       | 98,3         | 44 393      | 98,64       |  |
| Source : Data.gouv |                             |                |              |              |             |             |  |

Charles Leriche, cultivateur, conseiller municipal d'Amifontaine était le suppléant de Guy Sabatier.

### Élections législatives de 1968
Les élections législatives françaises de 1968 ont eu lieu les dimanches 23 et 30 juin 1968.
| Candidat         | Candidat          | Parti          | Premier tour | Premier tour | Second tour | Second tour |
| Candidat         | Candidat          | Parti          | Voix         | %            | Voix        | %           |
| ---------------- | ----------------- | -------------- | ------------ | ------------ | ----------- | ----------- |
|                  | Guy Sabatier*     | UD-Ve          | 20 609       | 47,42        | 25 268      | 61,94       |
|                  | William Philippot | PCF            | 9 429        | 21,69        | 15 524      | 38,06       |
|                  | Gilbert Devèze    | PDM            | 7 513        | 17,29        | Retrait     | Retrait     |
|                  | Jean Garel        | FGDS           | 5 912        | 13,60        |             |             |
|                  |                   |                |              |              |             |             |
| Inscrits         | Inscrits          | Inscrits       | 52 498       | 100,00       | 52 493      | 100,00      |
| Abstentions      | Abstentions       | Abstentions    | 8 407        | 16,01        | 9 490       | 18,08       |
| Votants          | Votants           | Votants        | 44 091       | 83,99        | 43 003      | 81,92       |
| Blancs et nuls   | Blancs et nuls    | Blancs et nuls | 628          | 1,42         | 2 211       | 5,14        |
| Exprimés         | Exprimés          | Exprimés       | 43 463       | 98,58        | 40 792      | 94,86       |
| * député sortant |                   |                |              |              |             |             |

Léopold Déprez, cultivateur, maire de Bucy-les-Pierrepont, était le suppléant de Guy Sabatier.

### Élections législatives de 1973
| Candidat           | Candidat             | Parti          | Premier tour | Premier tour | Second tour | Second tour |  |
| Candidat           | Candidat             | Parti          | Voix         | %            | Voix        | %           |  |
| ------------------ | -------------------- | -------------- | ------------ | ------------ | ----------- | ----------- |  |
|                    | Guy Sabatier sortant | UDR (URP)      | 17 154       | 36,76        | 22 199      | 47,02       |  |
|                    | Robert Aumont élu    | PS (UGSD)      | 11 513       | 24,67        | 25 014      | 52,98       |  |
|                    | William Philippot    | PCF            | 10 291       | 22,06        | Retrait     | Retrait     |  |
|                    | François Lesein      | MR             | 6 747        | 14,46        | Retrait     | Retrait     |  |
|                    | Georges Lesimon      | Divers droite  | 955          | 2,05         |             |             |  |
|                    |                      |                |              |              |             |             |  |
| Inscrits           | Inscrits             | Inscrits       | 55 546       | 100,00       | 55 540      | 100,00      |  |
| Abstentions        | Abstentions          | Abstentions    | 7 936        | 14,29        | 7 241       | 13,04       |  |
| Votants            | Votants              | Votants        | 47 610       | 85,71        | 48 299      | 86,96       |  |
| Blancs et nuls     | Blancs et nuls       | Blancs et nuls | 950          | 2            | 1 086       | 2,25        |  |
| Exprimés           | Exprimés             | Exprimés       | 46 660       | 98           | 47 213      | 97,75       |  |
| Source : Data.gouv |                      |                |              |              |             |             |  |

Jean Verrièle, médecin à Rozoy-sur-Serre, était le suppléant de Robert Aumont.

### Élections législatives de 1978
|                    | Robert Aumont sortant réélu | PS             | 18 789 | 34,21  | 32 022  | 57,14   |  |  |  |  |  |  |  |
|                    | Jean-Claude Lamant          | RPR            | 13 871 | 25,26  | 24 018  | 42,86   |  |  |  |  |  |  |  |
|                    | Marie-Claire Steichen       | PCF            | 9 985  | 18,18  | Retrait | Retrait |  |  |  |  |  |  |  |
|                    | Jean-Luc Doyez              | UDF (PR)       | 8 480  | 15,40  | Retrait | Retrait |  |  |  |  |  |  |  |
|                    | Bernard Philippot           | Divers gauche  | 1 916  | 3,49   |         |         |  |  |  |  |  |  |  |
|                    | Nicole Brulez               | LO             | 1 874  | 3,41   |         |         |  |  |  |  |  |  |  |
|                    |                             |                |        |        |         |         |  |  |  |  |  |  |  |
| Inscrits           | Inscrits                    | Inscrits       | 64 113 | 100,00 | 64 178  | 100,00  |  |  |  |  |  |  |  |
| Abstentions        | Abstentions                 | Abstentions    | 8 044  | 12,55  | 7 232   | 11,27   |  |  |  |  |  |  |  |
| Votants            | Votants                     | Votants        | 56 069 | 87,45  | 56 946  | 88,73   |  |  |  |  |  |  |  |
| Blancs et nuls     | Blancs et nuls              | Blancs et nuls | 1 154  | 2,06   | 906     | 1,59    |  |  |  |  |  |  |  |
| Exprimés           | Exprimés                    | Exprimés       | 54 915 | 97,94  | 56 040  | 98,41   |  |  |  |  |  |  |  |
| Source : Data.gouv |                             |                |        |        |         |         |  |  |  |  |  |  |  |

Jean Verrièle était le suppléant de Robert Aumont.

### Élections législatives de 1981
| Candidat              | Candidat                    | Parti          | Premier tour | Premier tour | Second tour | Second tour |  |
| Candidat              | Candidat                    | Parti          | Voix         | %            | Voix        | %           |  |
| --------------------- | --------------------------- | -------------- | ------------ | ------------ | ----------- | ----------- |  |
|                       | Robert Aumont sortant réélu | PS             | 21 268       | 43,34        | 31 081      | 60,18       |  |
|                       | Jean-Claude Lamant          | RPR (UNM)      | 10 420       | 21,23        | 20 562      | 39,82       |  |
|                       | François Lesein             | UDF (Rad)      | 9 652        | 19,57        | Retrait     | Retrait     |  |
|                       | Gérard Mathieu              | PCF            | 7 735        | 15,76        |             |             |  |
|                       |                             |                |              |              |             |             |  |
| Inscrits              | Inscrits                    | Inscrits       | 66 200       | 100,00       | 66 200      | 100,00      |  |
| Abstentions           | Abstentions                 | Abstentions    | 16 468       | 24,88        | 13 620      | 20,57       |  |
| Votants               | Votants                     | Votants        | 49 732       | 75,12        | 52 580      | 79,43       |  |
| Blancs et nuls        | Blancs et nuls              | Blancs et nuls | 657          | 1,32         | 937         | 1,78        |  |
| Exprimés              | Exprimés                    | Exprimés       | 49 075       | 98,68        | 51 643      | 98,22       |  |
| Source : Data.gouv.fr |                             |                |              |              |             |             |  |

Pierrette Curtil, conseillère générale du canton de Craonne, était la suppléante de Robert Aumont.